# دين كينت
دين كينت (بالإنجليزية: Dean Kent) هو سباح نيوزلندي، ولد في 6 نوفمبر 1978 في بالميرستون نورث في نيوزيلندا.

## وصلات خارجية
- دين كينت على موقع الاتحاد الدولي للسباحة (الإنجليزية)
- دين كينت على موقع SwimRankings.net (الإنجليزية)
- دين كينت على موقع اللجنة الأولمبية الدولية (الإنجليزية)
- دين كينت على موقع أوليمبيديا (الإنجليزية)
- دين كينت على موقع اللجنة الأولمبية النيوزيلندية (الإنجليزية)
- دين كينت على موقع اتحاد ألعاب الكومنولث (مؤرشف) (الإنجليزية)
- دين كينت على موقع دورة ألعاب الكومنولث 2006 (مؤرشف) (الإنجليزية)